# リンデレフ空間
数学におけるリンデレフ空間（リンデレフくうかん、英: Lindelöf space; リンデレーフ空間）は、任意の開被覆が可算部分被覆を持つような位相空間である。リンデレフ性は、有限部分被覆の存在を要求するコンパクト性の概念を弱めたものである。
強リンデレフ空間 (strongly Lindelöf) あるいは遺伝的リンデレフ空間 (hereditarily Lindelöf) は任意の開集合がリンデレフ、すなわち任意の部分空間にリンデレフ性が遺伝するような位相空間である。
リンデレフ空間の名称はフィンランドの数学者エルンスト・レオナルド・リンデレーフに因んで名づけられた。

## リンデレフ空間の性質
一般には、リンデレフ性と（パラコンパクト性などの）他のコンパクト性条件との間には（どちら向きにも）包含関係は成立しないが、森田の定理により任意の正則リンデレフ空間はパラコンパクトである。また任意の第二可算空間はリンデレフだが、逆は成り立たない。
ただし、距離空間に話を限れば状況は単純であり、リンデレフであること、可分であること、第二可算であることが互いに同値になる。
リンデレフ空間の開部分空間は必ずしもリンデレフでないが、閉部分空間は必ずリンデレフになる。
リンデレフであることは連続写像によって保たれるが、直積を取る操作については（有限積に限っても）閉じていない。
リンデレフ空間がコンパクトであることと、それが可算コンパクトであることとは同値である。
任意のσコンパクト空間はリンデレフである。

## 強リンデレフ空間の性質
- 任意の第二可算空間は強リンデレフである。
- 任意のススリン空間は強リンデレフである。
- 強リンデレフ空間は可算和を取る操作、部分空間を取る操作、連続像を取る操作で閉じている。
- 強リンデレフ空間上の任意のラドン測度は緩増加 (moderated) である。

## リンデレフ空間の積空間
リンデレフ空間の直積空間は必ずしもリンデレフでない。そのことを示すのによく用いられる例として、実数全体の成す集合 R に半開区間位相を入れたもの（ゾルゲンフライ直線）二つの直積として得られるゾルゲンフライ平面 S がある。ゾルゲンフライ平面の開集合は、左側と下側の辺を含み上側と右側の辺を含まない半開矩形（頂点は左下のみ含む）の有限和で与えられる。
S の開被覆として、
1. x < y なる点 (x, y) 全体の成す集合、
2. x + 1 > y なる点 (x, y) 全体の成す集合、
3. 各実数 x に対する、半開矩形 [x, x + 2)×[−x,  −x + 2)

からなるものを考える。ここで注意すべきは、各矩形 [x, x + 2)×[−x,  −x + 2) が直線 x = − y 上の点をただ一つだけ覆うことである。この直線上の点は、この被覆のほかのどの集合にも含まれないから、この被覆の真の部分被覆は存在せず、それはつまりこの被覆は可算部分被覆を持たないことを意味する。
ゾルゲンフライ平面 S がリンデレフでないことは、直線 x = −y が S の閉かつ非可算離散部分空間を定めることからも分かる。この部分空間はリンデレフではないから、全体空間もリンデレフではない（リンデレフ空間の閉部分空間はリンデレフでなければならない）。
リンデレフ空間とコンパクト空間との直積はリンデレフである。

## 一般化
コンパクト空間とリンデレフ空間をともに一般化するものとして、（任意の基数 κ に対して）位相空間が κ-コンパクトあるいは κ-リンデレフであるとは、任意の開被覆が濃度が κ よりも小さい部分被覆をもつときにいう。これによれば、コンパクト空間は ℵ0-コンパクトであり、リンデレフ空間は ℵ1-コンパクトである。
リンデレフ度 (Lindelöf degree) 若しくはリンデレフ数 (Lindelöf number) l(X) は、空間 X の任意の開被覆が高々 κ であるような部分被覆をもつような基数 κ の最小値として定義される。これを用いると、X がリンデレフであることは、l(X) = ℵ0 が成り立つことに他ならない。このように定義されたリンデレフ数は、コンパクト空間とコンパクトでないリンデレフ空間とを区別することができないので、文献によってはリンデレフ数を「空間 X の任意の開被覆が必ず κ よりも小さい基数の部分被覆をもつような基数 κ の最小値」と定義するものもある。後者の意味でのリンデレフ数は、X が κ-コンパクトとなるような最小の基数 κ に他ならず、これを空間 X のコンパクト度と呼ぶこともある。